# Il potere del Male
Il potere del Male (in russo Вражья сила?) è un'opera in cinque atti del compositore russo Aleksandr Nikolaevič Serov.

## Storia della composizione
Serov si dedicò alla composizione di quest'opera dal 1867 al 1871. Il libretto si basa sul dramma di Aleksandr Ostrovskij Non vivere come vorresti del 1854. Questo soggetto fu suggerito a Serov dal critico e poeta Apollon Aleksandrovič Grigor'ev. Il compositore convinse Ostrovskij stesso a scrivere il libretto, mettendo in versi la sua prosa, ma quest'ultimo dopo il terzo atto si rifiutò di continuare, non condividendo la scelta di Serov di sostituire il lieto fine originale con un epilogo tragico. Pertanto furono chiamati a completare il libretto Pëtr Kalašnikov e Aleksandr Žochov. 
Se non vi fosse stato questo ritardo dovuto alla disputa con Ostrovskij, Serov avrebbe potuto completare l'opera, ma purtroppo quando morì mancava ancora la musica dell'ultimo atto e parte dell'orchestrazione. L'opera fu quindi completata dalla moglie del musicista Valentina, con l'aiuto del compositore Nikolaj Solov'ëv. La prima rappresentazione postuma dell'opera ebbe luogo il 7 (19) aprile 1871 al teatro Mariinskij di San Pietroburgo, diretta da Eduard Napravnik, ma non ebbe successo ed in seguito fu messa in scena raramente. 

## Trama
L'azione si svolge Mosca nel XVIII secolo.

### Atto I
Daša è rattristata dal fatto che suo marito Pëtr sia quasi completamente assente in famiglia. Suo padre Il'ja, disgustato dal comportamento peccaminoso di Pëtr, si prepara ad andarsene di casa. Quando Pëtr entra, risponde in maniera evasiva alle domande del padre su dove si trovasse. Dopo che Il'ja va ad assistere ai vespri, Daša cerca di riconquistare l'amore del marito, ma egli la rifiuta perché è infatuato da Grunja, la figlia di un'ostessa, e se ne va di nuovo. Entra Vasja, che una volta Daša aveva amato prima di sposare Pëtr, per augurarle una felice vacanza. Approfittando del fatto che è un po'brillo, Daša apprende da lui dell'amore segreto di Pëtr e decide di lasciare Mosca per tornare a vivere con i suoi genitori.

### Atto II
Nell'affollata locanda di Spiridonovna, Erëmka e Grunja cantano ognuno una canzone per i mercanti ed i cocchieri in visita. Mentre gli altri partono, Spiridonovna, desiderando che sua figlia sposi qualcuno benestante, esorta Grunja ad usare le sue astuzie su Pëtr la prossima volta che verrà alla locanda. Quando Pëtr arriva, la ragazza lo accarezza e riesce a fissare un appuntamento con lui per andare in slitta quella sera. Pëtr se ne va e Grunja ascolta alcune persone che non conosce: sono i genitori di Daša che sono entrati nella locanda; Daša, incontrandoli inaspettatamente lì, racconta loro della sua decisione. Ma il padre le proibisce di lasciare il marito per trasferirsi con loro. Da questa conversazione Grunja si rende conto che Pëtr le ha mentito in merito al suo stato civile.

### Atto III
In attesa di incontrare Pëtr alla locanda, Grunja si lamenta del suo destino. Al suo arrivo, Pëtr si accorge che la ragazza è cambiata di umore e lo respinge, e pensa che sia stato Vasja a raccontarle la verità. Quando Grunja esce con Vasja, Erëmka suggerisce a Pëtr che una sua amica strega potrà risolvere i suoi problemi. Pëtr accetta di farle visita.

### Atto IV
Nelle strade, la festa popolare è in pieno svolgimento, con canti e cibo in vendita. Pëtr, ubriaco e meditabondo, entra in scena con Erëmka. La strega ha detto a Erëmka che nel suo futuro ci sarà un matrimonio, da qui la sua preoccupazione per essere ancora sposato con Daša. Quando Vasja entra con Grunja, Pëtr cerca di ucciderlo, ma si copre solo di ridicolo. Erëmka propone un piano a Pëtr per liberarsi di Daša: far sapere alla moglie che giace malato in una capanna nel bosco. Questa conversazione è ascoltata da Vasja, che corre ad informare Daša.

### Atto V
Di notte, vicino ad un burrone, nei pressi di una capanna debolmente illuminata, nel mezzo di una tormenta di neve, Pëtr risente le voci delle poche ore precedenti. Entra Erëmka con Daša, che è caduta nel tranello. Quando Pëtr si precipita verso Daša con un coltello, la ragazza corre nella capanna; il marito la insegue e la uccide. Il suono di slitte che si avvicinano spaventa Erëmka: Vasja non è riuscito a trovare Daša per avvertirla, e così insieme ad Il'ja ed ai suoi genitori, si sono recati sul luogo previsto per l'omicidio, dove si imbattono in Pëtr, che viene esecrato da suo padre.